# 루간스크 인민공화국의 코로나19 범유행
다음은 루간스크 인민공화국의 코로나19 범유행 현황에 대한 설명이다. 2020년 3월에 우크라이나 영토에 있는 미인식 국가인 루간스크 인민공화국(LNR)에서 코로나19 확진 사례가 처음 확인되었다.

## 배경
2020년 1월 12일, 세계보건기구(WHO)는 2019년 12월 31일에 WHO에 보고된 중국 후베이성 우한시의 인구 집단에서 코로나19가 호흡기 질환의 원인임을 확인했다.
코로나19가 2003년 사스보다는 치명률이 훨씬 낮지만, 총 사망자 수가 상당할 정도로 감염 경로는 훨씬 더 컸다.

### 2020년 3월
3월 30일 첫 번째 확진자가 확인되었다.

### 2020년 4월
4월 4일 두 번째 확진자가 확인되었다. 4월 5일, 루간스크 인민공화국에서 4명의 확진자가 있었다.
4월 8일 6명이 확인되었고 1명의 완치가 확인되었다. 4월 9일에 7명의 확진자가 있었다.
4월 13일 14명의 확진자가 있었다. 4월 15일 17명의 확진자가 확인되었다.
4월 17일 확진자 수는 21명에 일렀다.
4월 23일까지 루간스크 내에서 총 48명의 확진자가 발생했다.
4월 28일까지 총 119명의 확진자가 나왔고 1명이 사망했다.

### 2020년 5월
5월 4일 총 확진자 144명이 확인됐다.
5월 5일 Pervomaisk의 이비인후과 의사가 코로나19로 인해 사망했다.
5월 8일, 공화국에서 총 232명의 코로나19 확진자가 확인되었다.
5월 11일, 총 확진자 275명이 확인됐다.
5월 14일, 총 확진자 308명이 확인됐다. 총 53명의 환자가 병원에서 퇴원한 것으로 확인되었다.
5월 15일, 총 확진자 312명이 확인되었고 총 104명의 환자가 완치되었다.
5월 16일, 총 확진자 317명이 확인되었고 총 110명의 환자가 완치되었다.
5월 18일, 총 확진자 328명이 확인되었고 총 111명의 환자가 퇴원했다.
5월 19일까지 4명의 사망자가 확인되었다. 하루가 끝날 무렵 총 338명이 확인되었고 15명이 더 완치되었다.
5월 20일 총 확진자 345명이 확인되었다. 다음 날 총 356명이 확인되었다.
5월 22일, 총 확진자 377명이 확인되었고 총 133명의 환자가 퇴원했으며 5명이 사망하였다.
5월 25일, 총 확진자 384명, 완치된 환자는 179명이다. 사망자 수는 5명이다. 다음 날 5명의 환자가 더 완치되었고 다른 환자는 사망하였다.

## 같이 보기
- 도네츠크 인민공화국의 코로나19 범유행